# Cuisine de Pâques

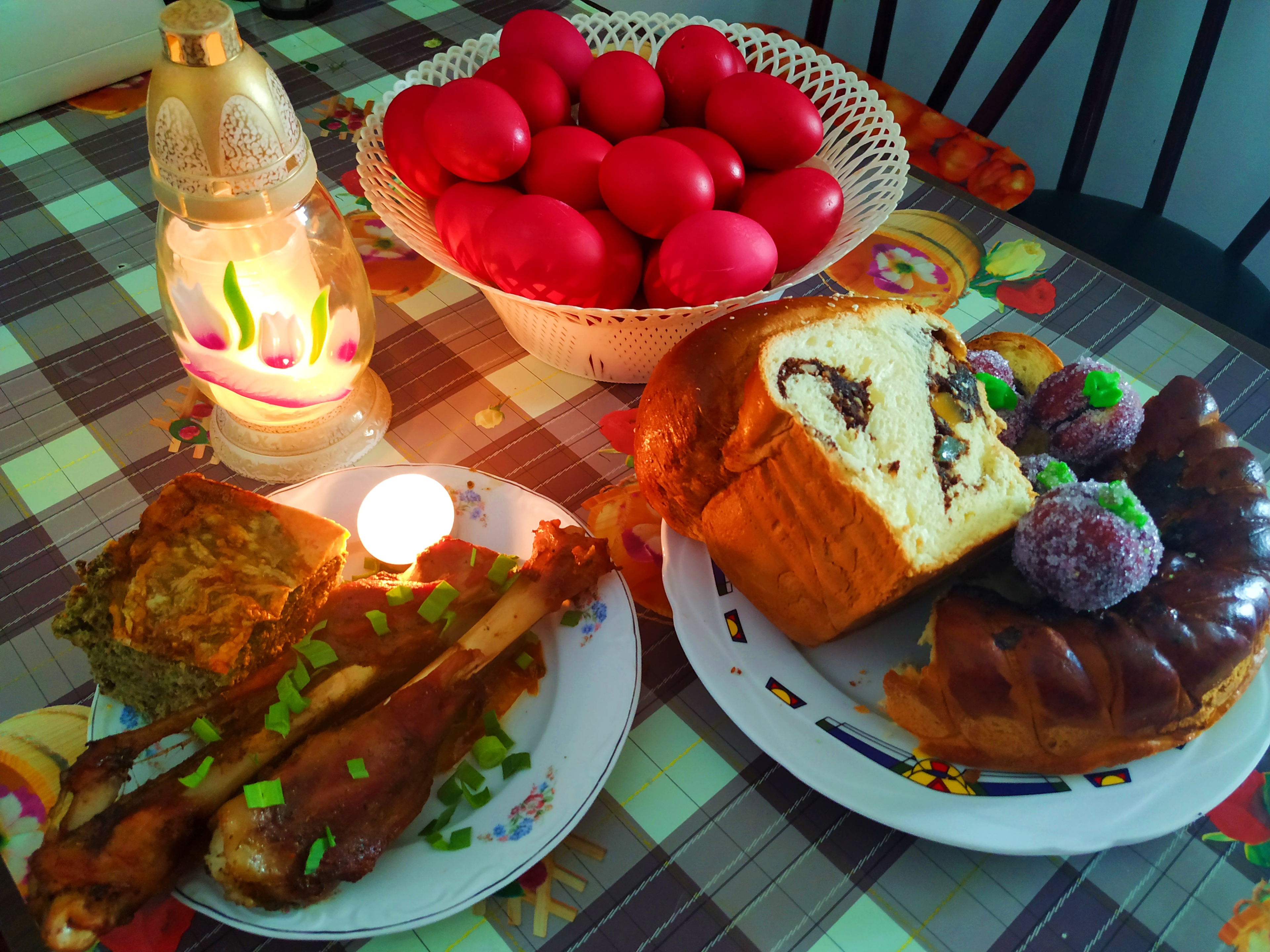
Cuisine de Pâques en Roumanie, comprenant notamment des œufs teints en rouge, du drob (tarte d'agneau), du cozonac (brioche) et du pască (gâteau).

La fête de Pâques est associée à diverses coutumes et pratiques alimentaires, qui varient d'une région à l'autre. La préparation, la coloration et la décoration d'œufs de Pâques sont l'une de ces traditions populaires.

## Quelques spécialités de Pâques
En Grèce, le repas de Pâques traditionnel est le mageiritsa, un copieux ragoût de foie d’agneau haché et de légumes verts assaisonnés de sauce aux œufs et au citron. Traditionnellement, les œufs de Pâques, des œufs durs teints en rouge vif pour symboliser le sang versé du Christ et la promesse de la vie éternelle, sont cassés les uns contre les autres pour célébrer l'ouverture de son tombeau.
Dans la tradition culinaire napolitaine, les principaux plats de Pâques sont le casatiello ou tortano, une tourte salée faite de pâte à pain garnie de différentes variétés de salami et de fromage, également consommée le lendemain de Pâques lors des déjeuners en extérieur. La fellata, plateau de salami, de capocollo et de ricotta salée, est également un plat typique des déjeuners et des dîners de Pâques. Le ciambellino peut accompagner le capocollo à Rigomagno, hameau de la commune italienne de Sinalunga. On prépare aussi de l'agneau ou de la chèvre au four accompagnés de pommes de terre et petits pois. Le gâteau de Pâques se nomme la pastiera.
En Russie, on retrouve parmi la cuisine de Pâques les œufs rouges, le koulitch et la paskha.   
En Ukraine, il existe plusieurs plats traditionnels de Pâques, notamment les pască et les gâteaux au fromage pour les desserts.

## Liste de plats de Pâques

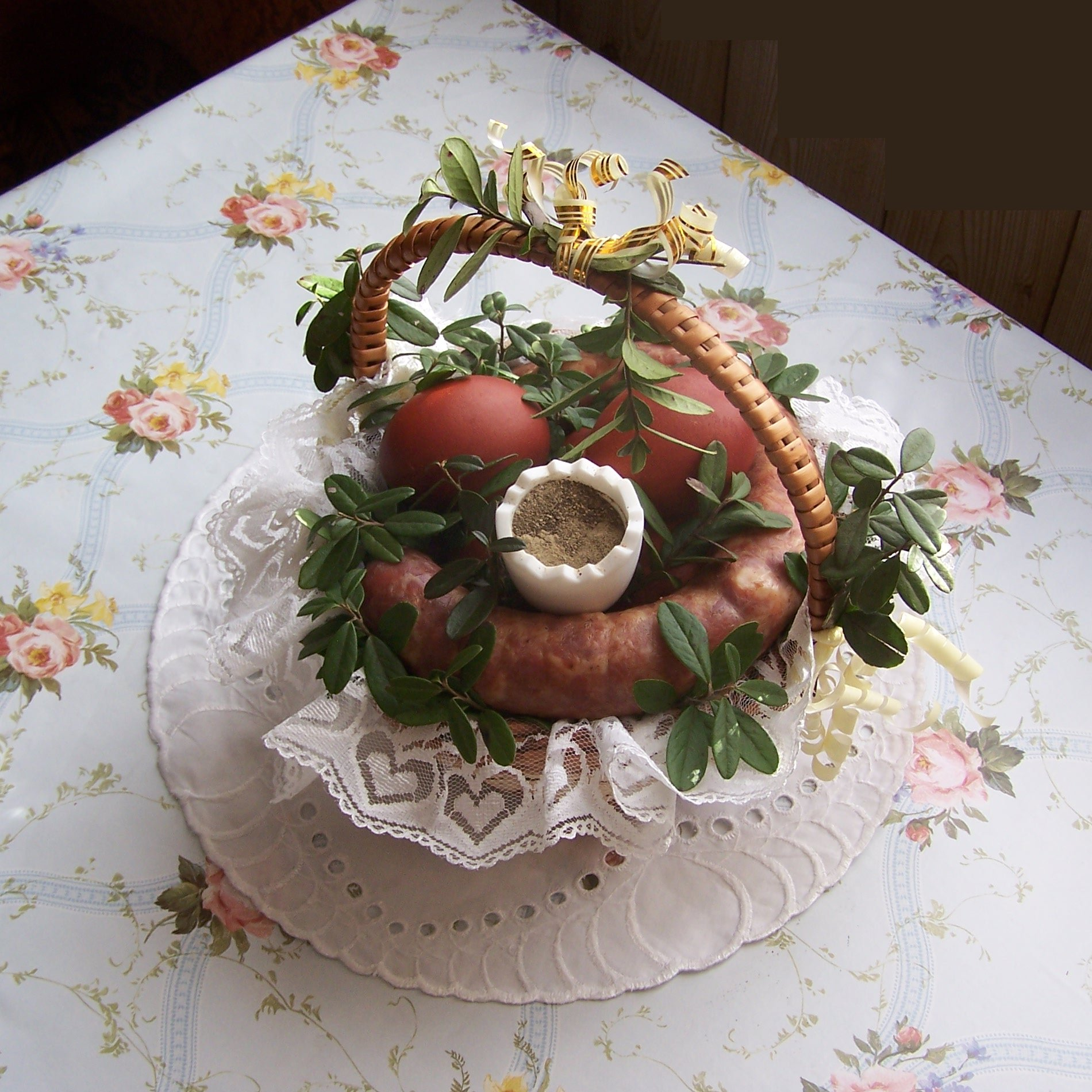
Swiecone.

Parmi les autres plats et traditions culinaires de Pâques, on trouve : 
- l'aquavit en Scandinavie
- la babka en Pologne
- le bouillon d'awara en Guyane
- la brioche de carême anglo-saxonne
- Cadbury Creme Egg
- la colombe de Pâques en Italie
- cozonac en Roumanie, en Moldavie, en Bulgarie et en Albanie
- drob en Roumanie et en Moldavie
- fanesca en Équateur
- fesikh en Égypte
- folar au Portugal
- le gâteau aux carottes
- le hareng saur
- koulitch en Russie
- le lapin de Pâques (souvent en chocolat)
- mämmi en Finlande
- maamoul au Liban
- les œufs de Pâques
- pască en Ukraine
- la pascada dans l'Aveyron
- paskha en Russie
- la pastiera à Naples
- la pogne dans le Dauphiné
- Simnel cake
- tsouréki, parfois entouré d'œufs de Pâques rouges

## Voir également